# Золотнюк Іван Матвійович
Золотнюк Іван Матвійович (псевдо:Довбенко; 1905, Бродів, Острозький район, Рівненська область — 6 серпня 1944, с. Хорів, Острозький район, Рівненська область) — лицар Золотого хреста бойової заслуги УПА 2 класу.

## Життєпис
Командир куреня у складі ВО-2 «Богун». Брав участь в бою під Гурбами, пробився з оточення в Сурозькі ліси. 
Сотник УПА (24.04.1944).

## Нагороди
- Відзначений Золотим хрестом бойової заслуги 2 класу (8.10.1945).
- Ювілейною відзнакою РОО Всеукраїнського Братства ОУН-УПА ім. ген. Р.Шухевича-Т.Чупринки «Гурбенський щит» – «Гурби. 1944 – 2009».[2]